# Giorgio Andreotta Calò
Giorgio Andreotta Calò (Veneza, - 27 de Junho 1979) é um artista italiano.

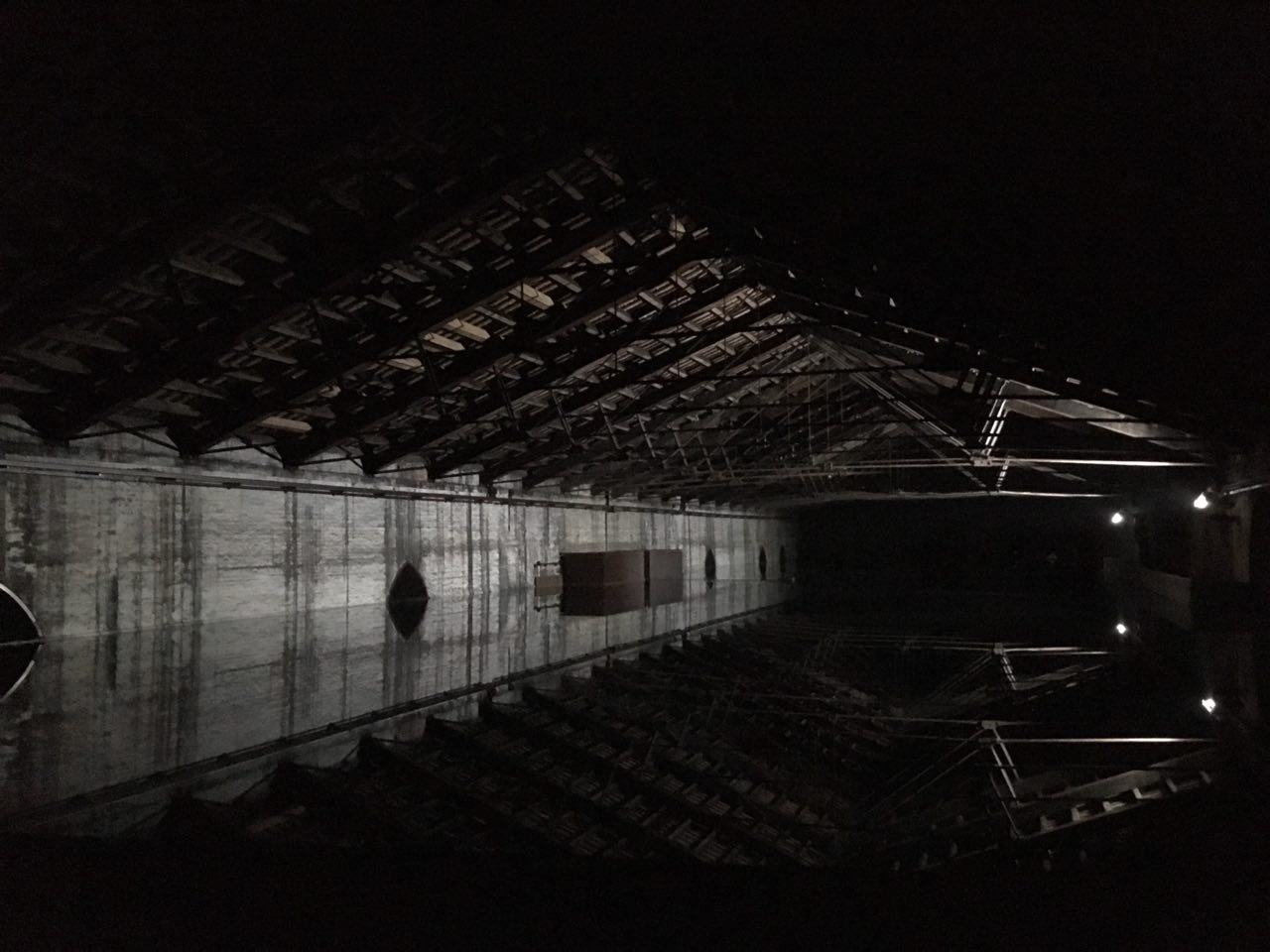
Senza Titolo (O Fim do Mundo), Giorgio Andreotta Calò

Giorgio Andreotta Calò nasceu em Veneza em 1979. Formou-se entre a Itália e a Holanda, estudando escultura na Academia de Belas Artes de Veneza e na Kunsthochschule de Berlim . 
Utilizando fragmentos, materiais reciclados, objetos expostos a agentes atmosféricos e até arquiteturas inteiras como matérias-primas, as suas obras podem ser interpretadas como “resíduos ativos” de processos e ações consumidas, em que as dimensões temporais do futuro e do passado se relacionam numa alternância contínua. Depois de estudar escultura na Academia de Belas Artes de Veneza e na Kunsthochschule de Berlim, graduando-se em 2005 com uma tese sobre Gordon Matta-Clark, foi assistente de Ilya e Emilia Kabakov. Em 2008 mudou-se para a Holanda, onde foi artista residente na Rijksakademie van Beeldende Kunsten em Amesterdão (2009-2011). Em 2011, o seu trabalho foi apresentado na 54ª Bienal de Veneza, enquanto em 2012 ganhou o Prémio Itália de Arte Contemporânea atribuído pelo Museu MAXXI de Roma graças à obra Prima che sia notte. Entre 2012 e 2013 foi artista residente no Centre National d’Art Contemporain de Villa Arson, em Nice; em 2014 recebeu o Prémio Nova Iorque, promovido pelo Ministério dos Negócios Estrangeiros de Itália. Em 2017, foi um dos três artistas convidados a representar Itália no Pavilhão com curadoria de Cecilia Alemani por ocasião da 57ª Bienal de Veneza, além de vencedor da chamada do Conselho Italiano apoiada pelo MiBACT com o projeto Anastasis, que consistiu numa instalação monumental apresentada em 2018 na Oude Kerk em Amesterdão. Em 2019, o Pirelli Hangar Bicocca, em Milão, dedicou-lhe uma importante exposição monográfica, com curadoria de Roberta Tenconi. Do mesmo ano data a xilogravura Clessidra, uma obra de edição limitada criada no âmbito do projeto Alfabeto Treccani.
Em 2012 foi-lhe atribuído o Prémio MAXXI pela sua instalação Prima che sia notte,  enquanto em 2014 recebeu o Prémio Nova Iorque, atribuído pelo Ministério dos Negócios Estrangeiros . 
Em 2017 foi um dos três artistas convidados por Cecilia Alemani, conhecida curadora do programa de arte pública do High Line de Nova York,  para expor no Pavilhão Italiano da 57ª Exposição Internacional de Arte de Veneza, para a qual criou a instalação Senza Titolo (La fine del mondo) :  uma estrutura de andaimes por onde os visitantes acessam um nível superior de onde é possível observar a arquitetura do Arsenale refletida em um grande corpo d'água. 
Em 2019, o Hangar Bicocca sedia sua exposição individual CittàdiMilano, com curadoria de Roberta Tenconi.  Além de uma referência óbvia ao local que acolhe a exposição, o título é uma referência ao navio Città di Milano,  o primeiro navio italiano instalador de cabos, que encalhou perto de Filicudi em 1919, do qual o artista recuperou várias imagens subaquáticas para a instalação Senza titolo (Jona), que abre a exposição. 

## Obras
- Voltar (2008)
- Para Cada Trabalhador Morto (2010)
- Esculpindo o Tempo (2010)
- Antes do Anoitecer (2011)
- DOGOD (2014, 2015, 2015-2016)
- Pinna Nobilis (2014-em andamento)
- In Girum Imus Nocte (2014)
- Medusa (A) (2015)
- Medusa (B) (2015)
- Sem título (O Fim do Mundo) (2017)
- Anástase (άνάστασις) (2018)
- Sem título (Cavi) (2019)
- Perfuração Produtiva de Núcleo (2019)
- Sem título (Jona) (2019)

## Principais exposições individuais e coletivas
- ILLUMInazioni/ILLUMInations, 54ª Exposição Internacional de Arte, Bienal de Veneza, Veneza, 2011
- Ennesima, Trienal de Milão, Milão, 2015
- 5.122,65 milhas, Fundação Depart, Los Angeles, 2016
- O mundo mágico, com curadoria de Cecilia Alemani, 57ª Exposição Internacional de Arte, La Biennale di Venezia, Veneza, 2017
- CittàdiMilano, curadoria de Roberta Tenconi , Hangar Bicocca, Milão, 2019

1. 1 2  «Andreotta Calò, Giorgio nell'Enciclopedia Treccani» (em italiano). Consultado em 16 de julho de 2019
2. ↑  «Italian Council». Consultado em 10 de junho de 2021. [10 giugno 2021 Cópia arquivada em https://web.archive.org/web/20210610235453/http://www.aap.beniculturali.it/italiancouncilarchive/ic_09_a.html] Verifique valor |archiveurl= (ajuda) |archivedate= e |arquivodata= redundantes (ajuda); Verifique data em: |arquivodata= (ajuda)
3. 1 2  Claudia Santeroni (14 de abril de 2019). «Giorgio Andreotta Calò porta il mare a Milano». Artribune (em italiano). Consultado em 16 de julho de 2019
4. ↑  «Giorgio Andreotta Calò, guardando dalla finestra del MAXXI». Consultado em 16 de julho de 2019
5. ↑  Testo Nicolas Ballario-Foto Danilo Scarpati per Living (11 de maio de 2017). «A casa di Cecilia Alemani - Living Corriere». Living (em italiano). Consultado em 16 de julho de 2019
6. ↑  Patrizia Varone. «Il "mondo magico" di Cecilia Alemani. Il Padiglione Italia alla 57ª Biennale. Tutte le foto» (em italiano). Consultado em 16 de julho de 2019
7. ↑  Testo Annalisa Rosso (19 de maio de 2017). «Il mondo di Giorgio Andreotta Calò alla Biennale di Venezia | Living Corriere». Living (em italiano). Consultado em 11 de junho de 2021
8. ↑  Daniela Castellucci (16 de abril de 2019). «Giorgio Andreotta Calò e Il relitto sommerso di Milano». Cultweek (em italiano). Consultado em 16 de julho de 2019